# 瓦氏南鰍
瓦氏南鰍（學名：Schistura waltoni）為輻鰭魚綱鯉形目條鰍科南鰍屬的其中一種。分布於亞洲中國及泰國湄南河流域，體長可達7.8公分，棲息在山區水淺且流速快的河川底層水域，生活習性不明，可做為觀賞魚，飼養時應放置沼澤木、植物、岩石洞穴和鵝卵石之間提供許多藏身之處，提供溪流水族箱條件，包括高流速和充氧水，以水生昆蟲為食。

## 扩展阅读
維基物種上的相關：瓦氏南鰍